# Родриго Мартинес
Родриго Мартинес (исп. Rodrigo Martínez; конец XI века, Королевство Леон — июль 1138, Кория, Касерес) — леонский дворянин, землевладелец, придворный, военачальник, губернатор и дипломат. Упоминается при дворе короля Альфонсо VII в 1127—1138 годах. Выходец из рода Флаинес. Погиб при Осаде Кории.

## Биография

### Ранние годы
Родился в семье Мартина Флаинеса и Санчи Фернандес. На протяжении всей своей жизни он был тесно связан со своими братьями Педро и Осорио Мартинесами. 
Известно, что его отец пожертвовал луг, деньги и несколько свечей монастырю Санта-Эухения-де-Кордовилья за успешное проведение обряда экзорцизма над молодым Родриго.

### Королевская служба
Первое упоминание о государственной карьере Родриго датируется 1 мая 1110 года. В 1117 году он возглавил небольшой город Кастроверде. С 1117 по 1136 год он встал во главе города Бесилья-де-Вальдерадуэй. С 1125 по 1137 год ему был вверен пост главы Агилар-де-Кампоо. Когда Альфонсо VII, наконец, взял под свой контроль «башни Леона», крепость, охранявшую имперскую столицу Леона, Родриго вместе с другими леонскими магнатами пришел отдать ему дань уважения. В 1134 году он владел Майоргой, а в 1135 году — Атьенсой и Медина-дель-Кампо одновременно. В 1137 году он владел Калаоррой, и есть упоминание о том, что он правил Калаоррой, в хартии, ошибочно датированной 1140 годом. В 1136 — 1137 годах он также управлял регионом Тьерра-де-Кампос. С 1126 по 1138 год он держал башни Леона для короны. С 1120 по 1126 год он управлял тененсией Мельгар-де-Арриба (или, возможно, Мельгар-де-Фернаменталь). С 1123 по 1136 год он правил Вильялобосом. С 1132 года до своей смерти он правил Саморой.
К концу 1128 года Родриго получил графский чин. В 1129 году он нанял Педро Мангу своим майордомом. Позже Педро унаследует от короны тененсии Луна и Валенсия-де-Дон-Хуан. В 1131 году некий Фернандо Менендес исполнял обязанности викария Родриго в Саморе.
В 1133 году Родриго Мартинес и Гутьерре Фернандес де Кастро возглавили посольство в Руэда-де-Халон (Рота) для переговоров с мелким мусульманским правителем Сайфом ад-Даула (Сафадола). Они были «с честью приняты [и преподнесены] с великолепными подарками». Они сопровождали Сайфа обратно в Леон, чтобы встретиться с королем Альфонсо VII. Родриго был вознагражден императором за свою лояльность в июне — июле 1135 года некоторыми землями, конфискованными у побежденного астурийского мятежника Гонсало Пелаэса. С 1135 по 1137 год Родриго купил землю в Кастрильо.

### Военная служба и смерть
Во время восстания 1130 года, возглавляемого братьями Гонсалес де Лара, Педро и Родриго, и их родственником Бертраном де Риснелем, король Леона Альфонсо VII призвал Родриго и Осорио Мартинеса атаковать Педро Диаса, сторонника повстанцев, в его замке в Валье. Согласно Chronica Adefonsi, Родриго и Осорио окружили замок и отправили отчеты Альфонсо об оскорблениях, которые гарнизон наносил им из-за их неудачных нападений. Пришел король, и замок был взят и разрушен. Сообщается, что Педро Диас, сдавшись, сказал Альфонсо: «Мой сеньор и король, я виноват; я искренне умоляю вас, ради любви к Богу, который всегда помогает вам, не выдавайте меня или мою семью графу Родриго. Вместо этого, вы сами мстите мне, как считаете нужным». Репутация Родриго как жестокого обращения с его заключенными также записана в «Хрониках» :
Граф Родриго захватил других рыцарей. Некоторых из них он отправил в тюрьму, пока они не отдали ему все свое имущество. Он заставил других служить ему в течение нескольких дней без какой-либо компенсации. Тех, кто оскорблял его, он запряг волов, чтобы они пахали и паслись на траве, как скот. Он также заставил их есть солому из яслей. После того, как он лишил их всех их богатств, он позволил жалким заключенным уйти своей дорогой.

По приказу лидера повстанцев Химено Иньигеса Коянса также сдался королю, чтобы не попасть в руки Родриго.
Родриго погиб при осаде Кориа, где он помогал императору со своей рыцарской свитой (меснада), в июле 1138 года. Осада стала кульминацией летнего рейда вглубь Андалусии. Рейд начался в мае под командованием Альфонсо, Родриго Мартинеса и Родриго Фернандеса де Кастро. Родриго Мартинес погиб во время штурма городских стен города Кория.
Осада была снята на следующий день, и тело Родриго немедленно было доставлено к месту захоронения в Леоне его младшим братом Осорио «в сопровождении его собственных вооруженных сил и войск его брата». Родриго был похоронен в семейном мавзолее рядом со своими родителями, в церкви рядом с собором Санта-Мария, возможно, монастырем Сан-Педро-де-лос-Уэртос, который его родители получили по королевскому гранту от принцесс Урраки из Саморы и Эльвиры из Торо в 1099 году. Осорио Мартинес сменил своего брата Родриго на посту графа и получил его права на замки Агилар, Кампо, Леон и Самора.

## Личная жизнь
7 октября 1123 года он сделал пожертвование бенедиктинскому монастырю в Саагуне. 1 июля 1131 года Родриго подарил имение в Отэруэло Гонсало Альфонсо и Терезе Пелаес. С 1130 по 1132 год у него был спор с Ариасом II, епископом Леона, по поводу собственности, принадлежавшей некоему Педро Пелаэсу. 29 марта 1133 года король Леона Альфонсо VII предоставил иммунитет имению графа в Кастельяносе. Это дало Родриго право собирать налоги и доходы от правосудия, призывать жителей мужского пола на военную службу и отказывать во въезде королевским чиновникам, таким как мерино и сайон.
Родриго женился на Урраке Фернандес, дочери Фернандо Гарсеса де Ита и Эстефании Эрменгол. Пара была обручена, когда ей было не более десяти лет, когда (21 ноября 1129 г.) Родриго подарил ей выкуп за невесту, состоящий из одиннадцати деревень в Кампос-Готикос. Хартия, carta de arras, отмечающая этот дар, находится в архивах Вальядолида.
Уррака так и не родила ему детей, о которых у нас есть записи, но пара активно занималась приобретением недвижимости. Вместе они приобрели недвижимость, разбросанную по всему Кампосу, от Карриона на востоке до Леона на западе и до Саморы на юге (de Carrione usque в Legionem et Cemorem et per totos Campos). Эти приобретения (gananciales) были куплены королём Альфонсо VII после смерти Родриго. 21 января 1139 года император пожаловал Амуско и поместье в Вертавильо Урраке в обмен на Марганесес и «все те покупки и приобретения, которые она сделала со своим мужем Родриго Мартинесом». В какой-то момент после смерти Родриго Уррака завязала роман с королем Альфонсо VII, в конечном итоге родив от него дочь, Эстефанию, которая вышла замуж за Фернандо Родригеса де Кастро. Покупка Альфонсо VII их собственности, возможно, была предназначена для обеспечения этой дочери. Уррака провела ряд сделок с недвижимостью с Альфонсо VII в 1139—1148 годах.